# جرمی سومپتر
جرمی سومپتر (انگلیسی: Jeremy Sumpter؛ زاده ۵ فوریهٔ ۱۹۸۹) یک هنرپیشه اهل ایالات متحده آمریکا است.وی در دسامر ٢٠١٥ در صفحه شخصی اش دراینستاگرام اعلام کرد که با لارن پاچیکو نامزد کرده است و در ٢٨ اکتبر ٢٠١٦ وی توییت کرد که آنها از یکدیگر جدا شده اند.وی در سال ۲۰۲۲ با Elizabeth sumper ازدواج کرد.
از فیلم‌ها یا برنامه‌های تلویزیونی که وی در آن نقش داشته است می‌توان به خون‌بهای میلیونر ، روح موج‌سوار ، یک جنایت آمریکایی ، اخراج و پیتر پن اشاره کرد.